# Carlos Henrique Raimundo Rodrigues
Carlos Henrique Raimundo Rodrigues (nacido el 24 de diciembre de 1976) es un exfutbolista brasileño que se desempeñaba como delantero.
Jugó para clubes como el Verdy Kawasaki (1999).

## Trayectoria

### Clubes
| Club           | País  | Año  |
| -------------- | ----- | ---- |
| Verdy Kawasaki | Japón | 1999 |

## Estadística de carrera

### J. League
| Club           | Año   | J. League | J. League | Copa J. League | Copa J. League | Total | Total |
| Club           | Año   | Part.     | Goles     | Part.          | Goles          | Part. | Goles |
| -------------- | ----- | --------- | --------- | -------------- | -------------- | ----- | ----- |
| Verdy Kawasaki | 1999  | 16        | 2         | 3              | 0              | 19    | 2     |
| Total          | Total | 16        | 2         | 3              | 0              | 19    | 2     |